# Pauline Grabosch

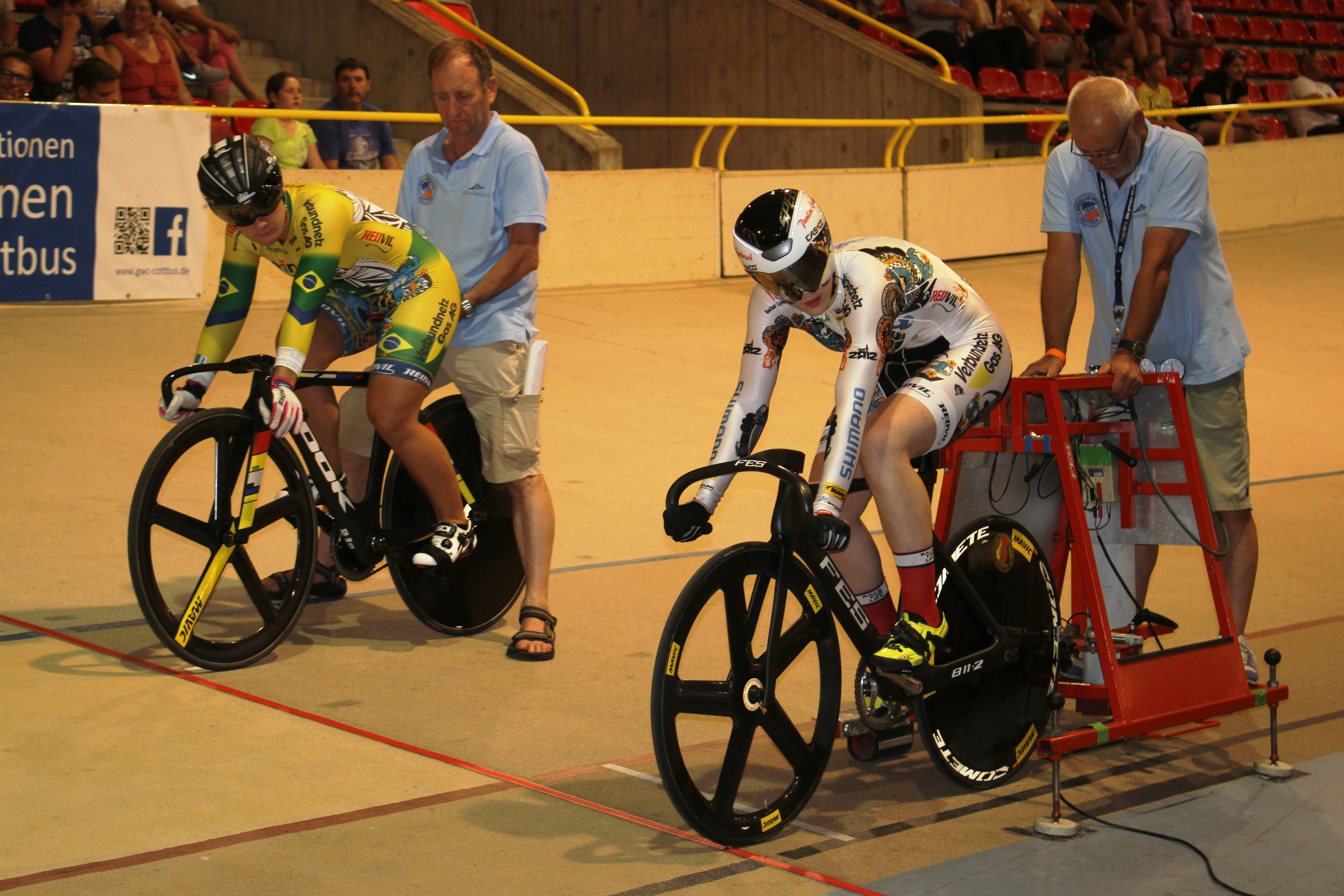
Pauline Grabosch (r.) und Kristina Vogel bei der Bahn-DM 2016 in Cottbus: Start zum Teamsprint

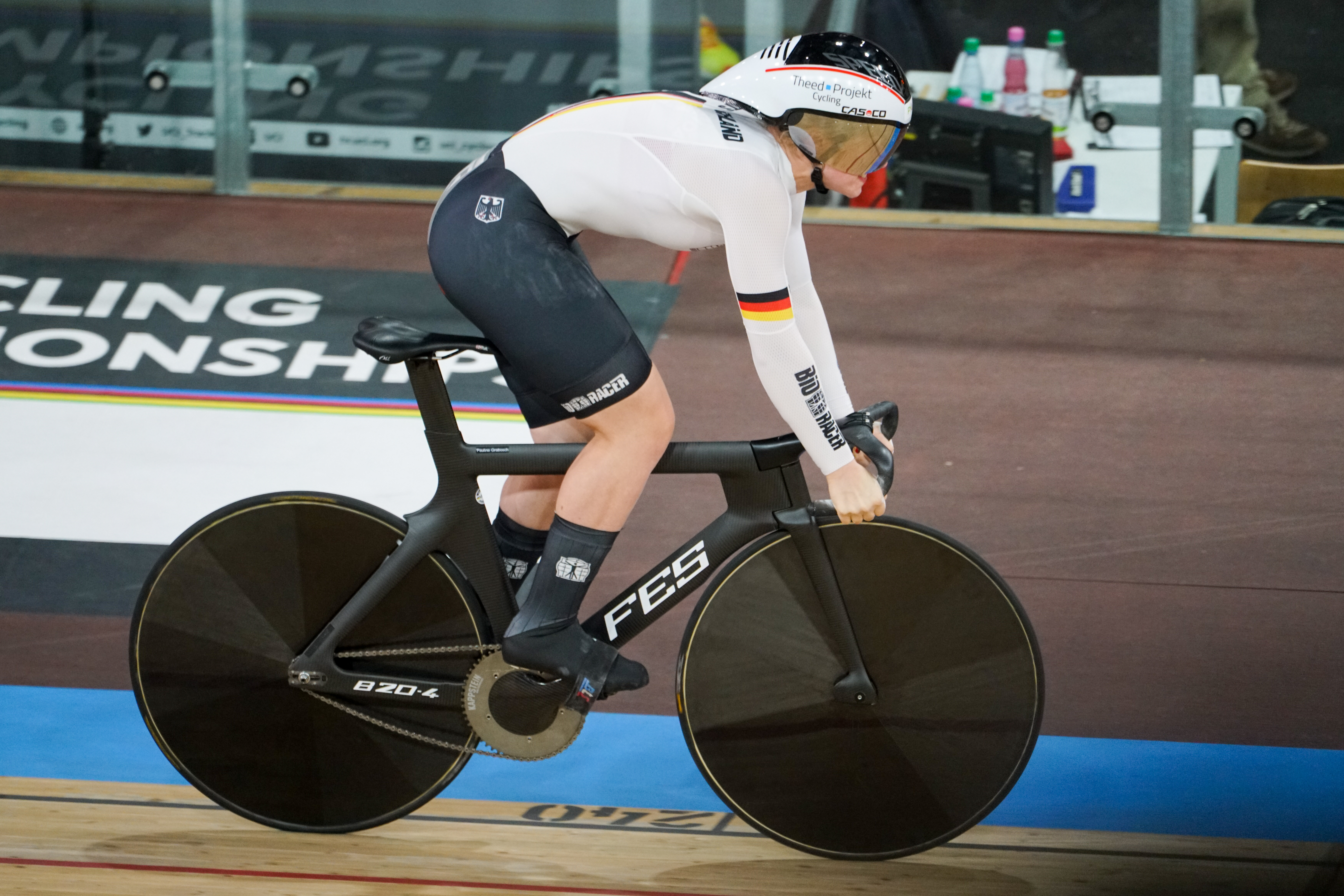
Grabosch im 500-Meter-Zeitfahren bei der WM 2020 in Berlin

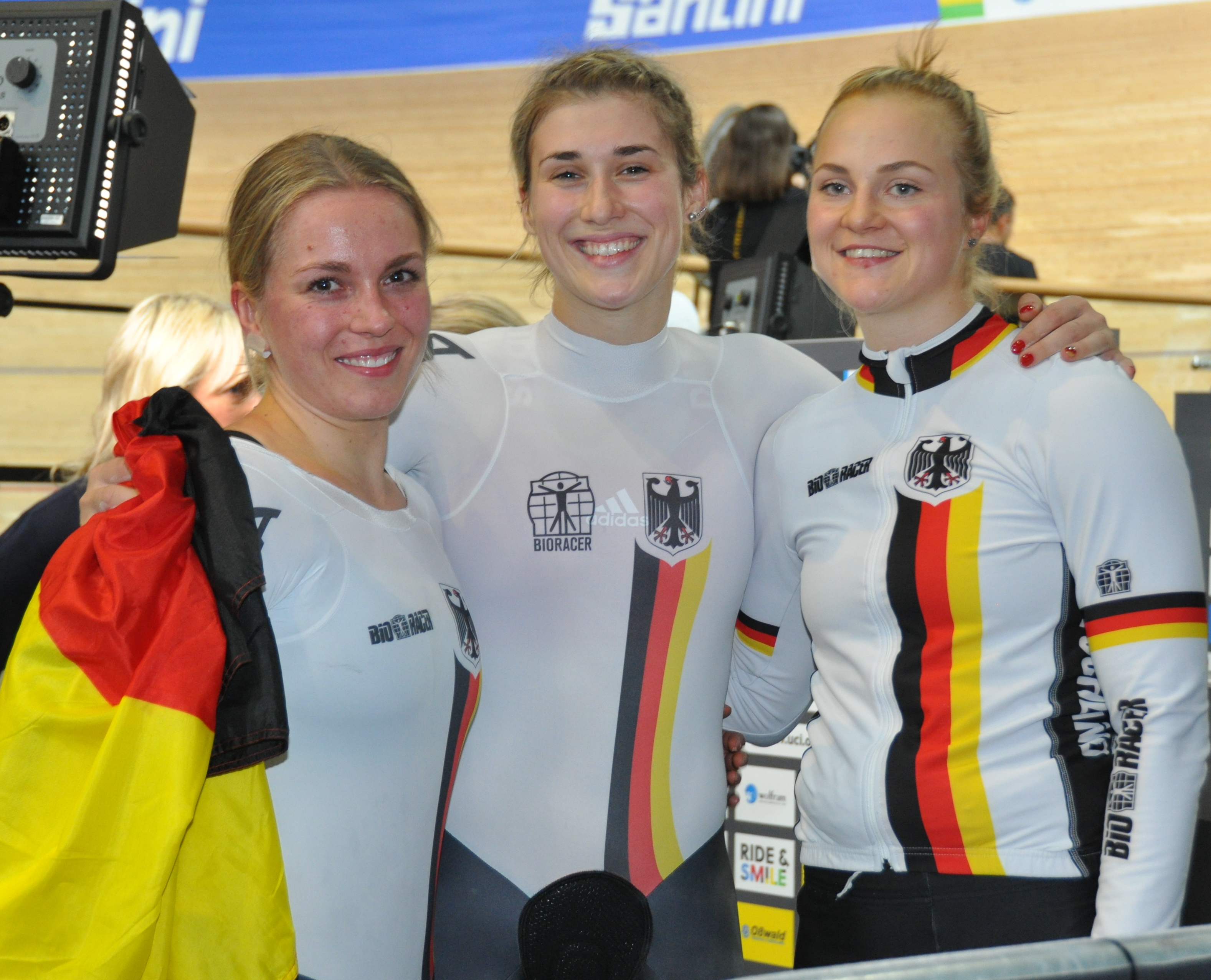
Weltmeisterinnen im Teamsprint 2020: Emma Hinze (l.), Pauline Grabosch (M.) und Lea Sophie Friedrich

Pauline Sophie Grabosch (* 14. Januar 1998 in Magdeburg) ist eine deutsche Bahnradsportlerin. Sie ist fünfmalige Weltmeisterin im Teamsprint (Stand 2023).

## Sportliche Laufbahn
Pauline Grabosch stammt aus einer Sportlerfamilie, ihr Vater war Kanute, die Mutter Leichtathletin. Sie selbst betrieb auch Leichtathletik und brach im Sprint einige Landesrekorde ihrer Altersklasse. Wegen Knieproblemen wechselte sie im Alter von zwölf Jahren zum Radsportverein Osterweddingen. Ihr damaliger Trainer Andreas Kindler, der sie bis September 2014 trainierte, erkannte schon frühzeitig ihr außergewöhnliches Talent. Ihr Hobby ist das Erlernen von Fremdsprachen wie Englisch, Französisch und Chinesisch. Im September 2014 wechselte sie zum Heinrich-Heine-Gymnasium nach Kaiserslautern, einer Eliteschule des Sports, wo sie gemeinsam mit Miriam Welte und Emma Hinze von Trainer Frank Ziegler betreut wurde, ab 2016 trainierte sie bei Tim Zühlke in Erfurt. Nach dem Weggang von Tim Zühlke werden sie und die Erfurter Trainingsgruppe von Anner Miedema trainiert. Nachdem Zühlke als Trainer zum BDR zurückgekehrt war, verließ Pauline Grabosch die Trainingsgruppe von Miedema und trainierte seitdem wieder unter Zühlke.
Nachdem Pauline Grabosch 2013 ihren ersten deutschen Meistertitel im 500-Meter-Zeitfahren gewonnen hatte, wurde sie 2014 in Cottbus deutsche Jugendmeisterin in dieser Disziplin sowie im Sprint. Bei einem Sichtungsrennen des Bundes Deutscher Radfahrer (BDR) im Oktober 2014 in der Oderlandhalle in Frankfurt/Oder stellte sie bei der Sprintqualifikation mit 11,76 Sekunden eine neue deutsche Rekordzeit in der Altersklasse U17 auf, ein Rekord, der bis zu diesem Zeitpunkt seit acht Jahren von Olympiasiegerin Kristina Vogel gehalten wurde.
Bei den Bahnradsport-Europameisterschaften der Junioren/U23 2015 in Athen errang Grabosch gemeinsam mit Emma Hinze die Goldmedaille im Teamsprint der Juniorinnen, in Sprint und Zeitfahren wurde sie hinter Hinze jeweils Vize-Europameisterin. Bei den Junioren-Bahnweltmeisterschaften wenige Wochen später holte sie in Teamsprint und Zeitfahren zweimal Gold, im Zeitfahren über 500 Meter mit der neuen Weltrekordzeit von 34,657 Sekunden.
Im April 2016 fuhr Pauline Grabosch bei einem Sichtungsrennen des Bundes Deutscher Radfahrer in der Frankfurter Oderlandhalle mit 34,392 Sekunden über 500 Meter Weltrekordzeit und unterbot damit ihren eigenen Rekord aus dem Jahre 2015. Da aber kein Kommissär des Weltradsportverbandes UCI anwesend war, wurde dieser Rekord nicht offiziell anerkannt. Wenige Wochen später stellte Grabosch beim Grand Prix Alexander Lesnikov in Moskau einen neuen Juniorinnen-Weltrekord über 200 Meter (fliegender Start) auf. Damit verbesserte sie die vorherige Bestmarke der Britin Rebecca James aus dem Jahr 2009 auf derselben Bahn, dem Velodrom von Krylatskoje, um zwei Zehntelsekunden auf 10,870 Sekunden.
Im Juli 2016 wurde Grabosch erneut zweifache Junioren-Weltmeisterin, dieses Mal im Sprint, sowie im Zeitfahren, wo sie auch dieses Mal den Juniorinnen-Weltrekord (34,023 s) verbesserte. Gemeinsam mit Kristina Vogel wurde sie im Teamsprint erstmals Deutsche Meisterin der Elite und errang zudem vier Junioren-Titel. Im Herbst des Jahres startete sie erstmals bei einem internationalen Elite-Wettstreit: Beim Lauf des Weltcups in Apeldoorn gewann sie das Zeitfahren und belegte im Sprint Platz fünf.
Im Jahr darauf wurde Pauline Grabosch U23-Europameisterin im 500-Meter-Zeitfahren und Vize-Europameisterin im Sprint. Bei den Bahneuropameisterschaften in Berlin errang sie je eine Silbermedaille im Zeitfahren sowie mit Kristina Vogel im Teamsprint. Gemeinsam belegten Vogel und Grabosch beim Lauf des Weltcups in Pruszków Rang eins. Beim fünften Lauf des Weltcups in Minsk errang sie zwei erste Plätze: im Sprint sowie mit Emma Hinze im Teamsprint.
Bei den Bahnradsport-Weltmeisterschaften 2018 in Apeldoorn errang Grabosch gemeinsam mit Vogel und Miriam Welte Gold im Teamsprint sowie Bronze im Sprint, somit ihre ersten WM-Medaillen in der Elite. Bei den Weltmeisterschaften in Berlin wurde sie 2020 gemeinsam mit Lea Sophie Friedrich und Emma Hinze Weltmeisterin im Teamsprint, nachdem sie zuvor beim Bahnrad-Weltcup 2019/20 eine weitere Goldmedaille gewonnen hatte.
2021 wurde Grabosch als Ersatzfahrerin für die Teilnahme an den Olympischen Spielen in Tokio nominiert, kam aber nicht zum Einsatz. Im selben Jahr wurde sie erneut Weltmeisterin im Teamsprint (mit Lea Sophie Friedrich und Emma Hinze). Im Jahr darauf wurde sie im Teamsprint (mit Hinze und Friedrich) Weltmeisterin sowie  Europameisterin. Diese beiden Erfolge konnte sie 2023 und 2024 wiederholen. 2023 errang sie zudem die Silbermedaille im Sprint sowie 2024 Bronze im Zeitfahren. Bei den Olympischen Spielen 2024 in Paris gewann sie im Teamsprint zusammen mit Hinze und Friedrich die Bronzemedaille.

## Ehrungen
2013 wurde Pauline Grabosch als bester Nachwuchssportlerin des Börde-Kreises geehrt. 2015 wurde sie gemeinsam mit Emma Hinze bei der Wahl zum Juniorsportler des Jahres als beste Mannschaft geehrt, eine Auszeichnung der Stiftung Deutsche Sporthilfe. Im Januar 2016 wurden Grabosch und Hinze als „Eliteschüler des Sports“ 2015 ausgezeichnet.
Im Oktober 2016 wurde Grabosch als „Juniorsportlerin des Jahres“ geehrt, im Dezember desselben Jahres folgte die Auszeichnung als Junioren-Radsportlerin des Jahres. Im Januar 2017 wurde sie als Erfurter Nachwuchssportlerin des Jahres 2016 geehrt.
Im März 2024 wurde Pauline Grabosch mit der höchsten deutschen Sportauszeichnung, dem  Silbernen Lorbeerblatt, geehrt.

## Diverses
Beim Finale des DFL-Supercups 2017 zwischen Borussia Dortmund und Bayern München am 5. August in Dortmund präsentierte Pauline Grabosch gemeinsam mit dem Paralympics-Sieger Niko Kappel und der deutschen Kunstturnmeisterin Elisabeth Seitz Meisterschale, Supercup und DFB-Pokal. Unter dem Motto Spitzensport verbindet wollten so die Stiftung der Deutschen Fußball Liga (DFL) und Stiftung Deutsche Sporthilfe auf die gemeinsame Unterstützung von Talenten aufmerksam machen.
Der ADFC Magdeburg bietet Lastenräder zur Anmietung an. Eines dieser Räder ist nach Grabosch benannt und trägt den Namen Pauline.
Im Spielfilm Madison (2020) von Kim Strobl hatte sie einen Cameo-Auftritt.
Pauline Grabosch ist Sportsoldatin im Rang einer Hauptgefreiten zunächst und später Stabsunteroffizierin und Angehörige der Sportfördergruppe der Bundeswehr Frankfurt (Oder) in Brandenburg.
Bis 2023 war Grabosch mit dem australischen Sprinter Matthew Richardson liiert.

## Erfolge
- Deutsche Jugend-Meisterin – Sprint, 500-Meter-Zeitfahren

2015
- Junioren-Weltmeisterin – 500-Meter-Zeitfahren, Teamsprint (mit Emma Hinze)
- Europameisterin – Teamsprint (mit Emma Hinze)
- Europameisterschaft – Sprint, 500-Meter-Zeitfahren

2016
- Junioren-Weltmeisterin – Sprint, 500-Meter-Zeitfahren
- Europameisterschaft – 500-Meter-Zeitfahren
- Deutsche Meisterin – Teamsprint (mit Kristina Vogel)
- Deutsche Junioren-Meisterin – Keirin, Sprint, 500-Meter-Zeitfahren, Teamsprint (mit Emma Götz)

2017
- Bahnrad-Weltcup in Pruszków – Teamsprint (mit Kristina Vogel)
- Europameisterschaft – 500-Meter-Zeitfahren, Teamsprint (mit Kristina Vogel und Miriam Welte)
- U23-Europameisterin – 500-Meter-Zeitfahren
- U23-Europameisterschaft – Sprint
- Deutsche Meisterin – Teamsprint (mit Kristina Vogel)

2018
- Weltmeisterin – Teamsprint (mit Kristina Vogel und Miriam Welte)
- Weltmeisterschaft – Sprint
- Weltcup in Minsk – Sprint, Teamsprint (mit Emma Hinze)

2019
- Weltcup in Hongkong – Teamsprint (mit Emma Hinze)

2020
- Weltmeisterin – Teamsprint (mit Lea Sophie Friedrich und Emma Hinze)
- U23-Europameisterin – Teamsprint (mit Lea Sophie Friedrich und Alessa-Catriona Pröpster)
- U23-Europameisterschaft – Sprint, 500-Meter-Zeitfahren

2021
- Europameisterschaft – 500-Meter-Zeitfahren, Teamsprint (mit Lea Sophie Friedrich und Alessa-Catriona Pröpster)
- Weltmeisterin – Teamsprint (mit Lea Sophie Friedrich und Emma Hinze)

2022
- Nations’ Cup in Milton – Teamsprint (mit Lea Sophie Friedrich und Emma Hinze)
- Europameisterin – Teamsprint (mit Lea Sophie Friedrich und Emma Hinze)
- Weltmeisterin – Teamsprint (mit Lea Sophie Friedrich und Emma Hinze)

2023
- Europameisterin – Teamsprint (mit Lea Sophie Friedrich, Emma Hinze und Alessa-Catriona Pröpster)
- Europameisterschaft – Sprint
- Nations Cup in Jakarta – Teamsprint (mit Lea Sophie Friedrich, Emma Hinze und Alessa-Catriona Pröpster)
- Deutsche Meisterin – Teamsprint (mit Lea Sophie Friedrich und Emma Hinze)
- Weltmeisterin – Teamsprint (mit Lea Sophie Friedrich und Emma Hinze)

2024
- Europameisterin – Teamsprint (mit Lea Sophie Friedrich und Emma Hinze)
- Europameisterschaft – Zeitfahren
- Olympische Spiele – Teamsprint (mit Lea Sophie Friedrich und Emma Hinze)
- Deutsche Meisterin – Teamsprint (mit Clara Schneider, Lea Sophie Friedrich und Bente Lürmann)

2025
- Europameisterschaften – Teamsprint (mit Lea Sophie Friedrich und Clara Schneider)